# Dakaka

Sprachregion Daakaka auf Ambrym

Dakaka oder Daakaka, auch bekannt als South Ambrym oder Baiap, ist eine ozeanische Sprache, die im Südwesten der Insel Ambrym (Vanuatu) von etwa eintausend Sprechern gesprochen wird. Zwar erlernen die meisten Kinder der Gegend die Sprache noch als Erstsprache, aber die aktuellen sozio-ökonomischen und medialen Veränderungen und die Dominanz der Amtssprachen Bislama, Englisch und Französisch in Schulen und in offiziellen Kontexten stellen eine ernsthafte Bedrohung der kleinen Sprache dar.

## Phonologie

### Konsonanten
Das System konsonantischer Phoneme ist recht typisch für die Region. Stimmhafte Verschlusslaute sind pränasaliert.
|             | Labio- velar | Bilabial | Alveolar | Palatal | Velar |
| ----------- | ------------ | -------- | -------- | ------- | ----- |
| Stimmlos    | pʷ           | p        | t        |         | k     |
| Stimmhaft   | ᵐbʷ          | ᵐb       | ⁿd       |         | ᵑɡ    |
| Nasal       | mʷ           | m        | n        |         | ŋ     |
| Frikativ    |              | v        | s        |         |       |
| Trill       |              |          | r        |         |       |
| Approximant | w            |          |          | j       |       |

### Vokale
Es gibt sieben phonemisch distinktive Vokalqualitäten; dazu kommt die Unterscheidung in lange und kurze Vokale, sowie ein marginal phonemisches, kurzes Schwa. Die Unterscheidung zwischen mittleren und halboffenen Vokalen spielt nur nach alveolaren Konsonanten eine Rolle, wie zum Beispiel in dem Minimalpaar tee [tɛː] „Axt“ und téé [teː] „sehen“.
|             | vorne | zentral | hinten |
| ----------- | ----- | ------- | ------ |
| Geschlossen | i, iː |         | u, uː  |
| mittel      | e, eː | (ə)     | o, oː  |
| halboffen   | ɛ, ɛː |         | ɔ, ɔː  |
| offen       |       | a, aː   |        |

## Wortklassen
Die vier größten Wortklassen sind Nomen, Verben, Adjektive und Adverbien. Nur Nomen können in Argument-Positionen stehen. Nur Verben und einige Adjektive werden ohne Kopula als Prädikate verwendet. Nur Adjektive können direkt als Attribute ein Nomen modifizieren.

### Nomen
Innerhalb der Klasse der Nomen lassen sich drei Untergruppen unterscheiden: Die größte Untergruppe bilden allgemeine Nomen wie em „Haus“ oder myaop „Vulkan“. Im Gegensatz zu den anderen beiden Klassen müssen diese Nomen nicht notwendig einen Possessor angeben – sie können weder flektiert noch kann ihnen eine weitere Nominalphrase unmittelbar folgen. Flektierte Nomen hingegen geben ihren Possessor stets durch eine Person-Numerus-Endung an:
| kus-uk           |
| Nase.von-1S.POSS |
| „meine Nase“     |

| kus-um           |
| Nase.von-2S.POSS |
| „deine Nase“     |

Transitive beziehungsweise relationale Nomen geben ebenfalls obligatorisch einen Possessor an, allerdings nicht durch eine Flexionsendung, sondern durch ein nachfolgendes Nomen. Bekannte, definite, nicht-humane Possessoren werden durch das Suffix -tye oder sein Allomorph -sye angegeben.
| bwee       | tuwu      |
| Schale.von | Tuwu.Nuss |

„die Schale der Tuwunuss“
| bwee-tye                  |
| Schale.von-3S(n-hum).POSS |

„seine/ihre (nicht-menschlich) Schale“

### Verben
Innerhalb der Verbklasse gibt es verschiedene Untergruppen, die sich entweder in Bezug auf ihre Transitivität unterscheiden, oder in Bezug auf den Numerus ihres internen Arguments (des Subjekts eines intransitiven Verbs oder das Objekt eines transitiven Verbs).

#### Transitivität
Es gibt drei Transitivitätsstufen: Verben können intransitiv, semitransitiv oder transitiv sein. Intransitive Verben wie oko „spazieren gehen, unterwegs sein“ nehmen nie ein Objekt. Semitransitive Verben können optional ein indefinites Objekt nehmen, wohingegen transitive Verben immer ein definites Objekt haben (unabhängig davon, ob es explizit durch eine Nominalphrase angegeben wird):
| Semitransitive en „essen“: | Semitransitive en „essen“: | Semitransitive en „essen“: | Semitransitive en „essen“: |                       | Transitive ane „essen“: | Transitive ane „essen“: | Transitive ane „essen“: | Transitive ane „essen“: |
| -------------------------- | -------------------------- | -------------------------- | -------------------------- | --------------------- | ----------------------- | ----------------------- | ----------------------- | ----------------------- |
| ya=m                       | du                         | en                         |                            | ya=m                  | du                      | ane                     |                         |                         |
| 3P=REAL                    | PROG                       | essen(SEMTR)               |                            | 3P=REAL               | PROG                    | essen(TR)               |                         |                         |
| „sie essen“                | „sie essen“                | „sie essen“                | „sie essen“                | „sie essen es“        | „sie essen es“          | „sie essen es“          | „sie essen es“          |                         |
| ya=m                       | du                         | en                         | mesyu                      | ya=m                  | du                      | ane                     | mesyu                   |                         |
| 3P=REAL                    | PROG                       | essen(SEMTR)               | Fisch                      | 3P=REAL               | PROG                    | essen(TR)               | Fisch                   |                         |
| „sie essen Fisch“          | „sie essen Fisch“          | „sie essen Fisch“          | „sie essen Fisch“          | „sie essen den Fisch“ | „sie essen den Fisch“   | „sie essen den Fisch“   | „sie essen den Fisch“   |                         |

#### Pluraktionalität
Während die meisten Verben sich neutral zum Numerus ihrer Argumente verhalten, können manche Verben nur Argumente im Singular oder nur im Plural nehmen. So bedeuten alle drei Verben mur, tesi und medap jeweils „fallen“, aber nur bei medap kann das Subjekt sowohl in der Einzahl als auch in der Mehrzahl sein. Dagegen bezieht sich das Subjekt von mur immer auf einen einzelnen Referenten, das Subjekt von tesi wiederum bezeichnet immer eine Mehrzahl von Referenten (die mit Stern versehenen Beispiele, in den roten Zellen, sind ungrammatikalisch):
| ó         | swa | mu   | mur        |
| Kokosnuss | ein | REAL | fallen(SG) |

| * | ó         | swa | ma   | tesi         |
|   | Kokosnuss | ein | REAL | fallen(N-SG) |

| ó         | swa | ma   | medap  |
| Kokosnuss | ein | REAL | fallen |

| * | ó         | mwe  | pwis       | mu   | mur        |
|   | Kokosnuss | REAL | viele.sein | REAL | fallen(SG) |

| ó         | mwe  | pwis       | ma   | tesi         |
| Kokosnuss | REAL | viele.sein | REAL | fallen(N-SG) |

| ó         | mwe  | pwis       | ma   | medap  |
| Kokosnuss | REAL | viele.sein | REAL | fallen |

## Quelle
- Kilu von Prince: A Grammar of Daakaka (= Mouton grammar library. Band 67). Mouton De Gruyter, Berlin 2015 (Promotionsschrift).